# EN 50160
Die EN 50160 Merkmale der Spannung in öffentlichen Elektrizitätsversorgungsnetzen ist eine Europäische Norm, welche die wesentlichen Merkmale der Netzspannung am Netzanschlusspunkt unter normalen Betriebsbedingungen definiert und spezifiziert.
In Deutschland ist die Norm als DIN-Norm DIN EN 50160 gültig.
Die Merkmale der Versorgungsspannung werden hinsichtlich Frequenz, Höhe, Kurvenform und Symmetrie der Außenleiterspannungen festgelegt. Während des normalen Netzbetriebs führen Lastschwankungen, Störeinflüsse und das Auftreten von Fehlern wie z. B. Kurzschlüssen zu dauernden Änderungen der oben beschriebenen Merkmale.
Wesentliche Kennwerte sind die Frequenz, die Spannungshöhe, die Kurvenform und die Symmetrie der Leiterspannungen. Hierzu gibt die EN 50160:2010 für Netze mit synchroner Verbindung zu einem Verbundnetz bezüglich der Frequenz ein Intervall von 49,5 Hz bis 50,5 Hz für 99,5 % der Zeit vor, d. h. in rund 44 Stunden pro Jahr darf die Frequenz bis auf ein Intervall 47 Hz bis 52 Hz ausgeweitet werden.
Die Spannungsänderungen sollen ±10 % der Nennspannung Un nicht überschreiten, in Fällen ohne Verbindung zu einem Übertragungsnetz oder bei der Versorgung entlegener Kunden sind +10 %/−15 % Un zulässig. Unter normalen Betriebsbedingungen müssen 95 % der 10-Minuten-Mittelwerte des gemessenen Effektivwertes jedes Wochenintervalls innerhalb der Grenzen von ±10 % Un liegen.